# Falsopodabrus
Falsopodabrus es un género de coleópteros de la familia Cantharidae.

## Especies
Las especies de este género son:
- Falsopodabrus apicalis
- Falsopodabrus himalaicus
- Falsopodabrus kostali
- Falsopodabrus particularis
- Falsopodabrus refossicollis
- Falsopodabrus rolciki